# Park Nad Balatonem w Warszawie
Park Nad Balatonem – park w Warszawie, na Gocławiu, w dzielnicy Praga-Południe, znajdujący się pomiędzy ul. Abrahama i ul. Nowaka-Jeziorańskiego.

## Opis
Koncepcja parku została wyłoniona w 2008 r. w ogólnopolskim konkursie architektonicznym. Autorami projektu są architekci: Piotr Hardecki (główny projektant), Krzysztof Łaniewski-Wołłk i Łukasz Stępniak oraz arch. kraj. Kinga Zinowiec-Cieplik. Budowę parku rozpoczęto w grudniu 2009 r. po przeprowadzonych w 2007 r. konsultacjach społecznych. Powstanie obiektu zostało sfinansowane z Gminnego Funduszu Ochrony Środowiska oraz środków finansowych z budżetu dzielnicy Praga Południe i pochłonęło ok. 10 mln zł. Uroczyste otwarcie parku nastąpiło 7 listopada 2010 r.
Na terenie parku znajdują się: place zabaw, kawiarnia, estrada, tarasy nad wodą, boisko do siatkówki plażowej, strumyk z fontanną i kaskadą (za pomocą pokręteł można zmienić sposób spadania wody), mostki, aleja akacjowa oraz lipowa, altana ogrodowa, pozostałości starego sadu, pływające pomosty ukryte w szuwarach dla wędkarzy (przy południowym brzegu) oraz rzeźba Kota Niezależnego Cyryla (odsłonięta 29 maja 2011). Jej pomysłodawcą była Dorota Szulc-Wojtasik z magazynu „Cztery Łapy”. Projekt wykonała Bogna Czechowska. Odsłonięcia pomnika dokonała jego matka chrzestna Olga Bończyk.

## Inne informacje
W pierwszej połowie 2008 roku nad jeziorkiem Balaton zostały nakręcone sceny filmu „Wojna polsko-ruska” rozgrywające się w trakcie miejskiego festynu.

## Galeria

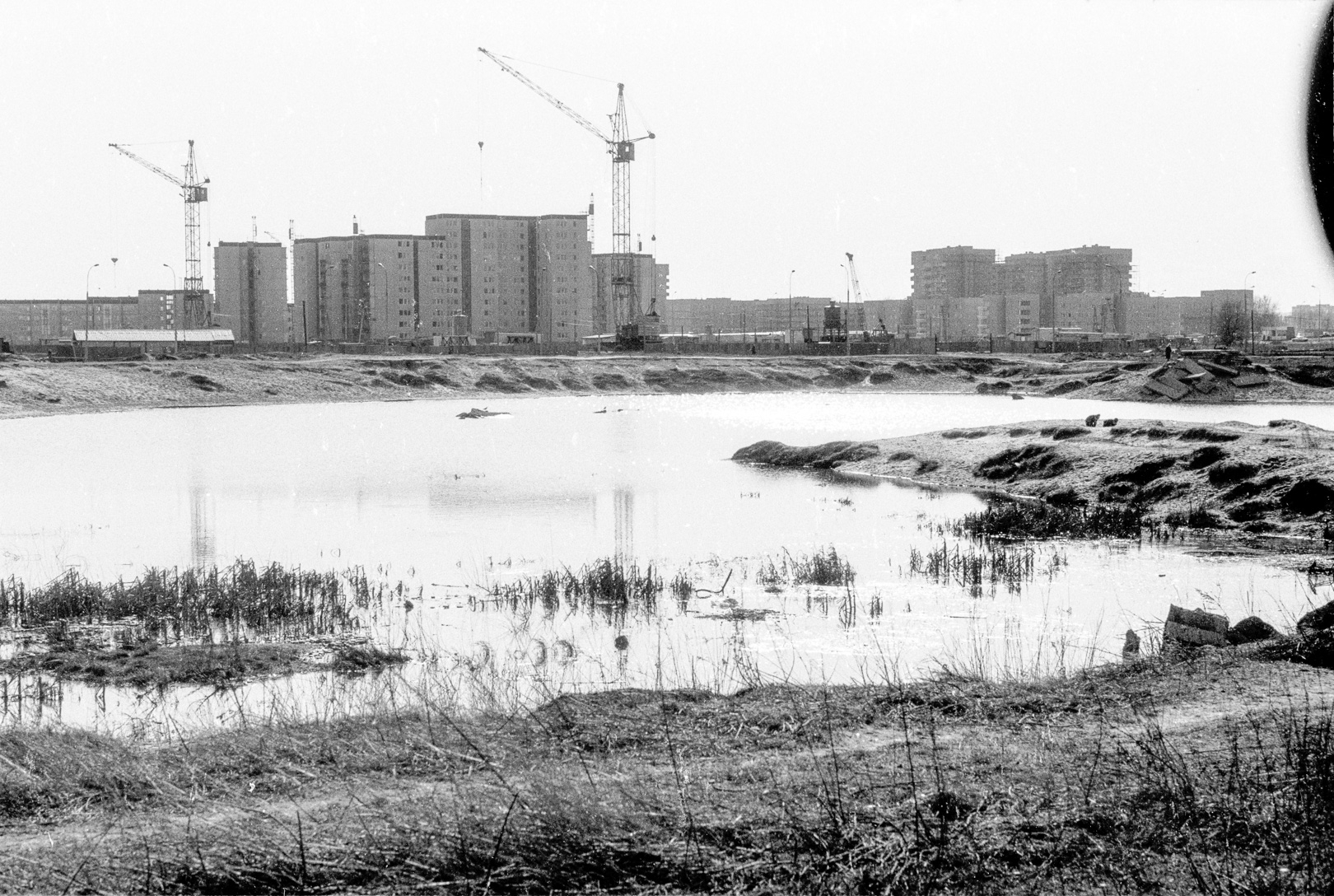
Jeziorko Balaton w 1983 roku
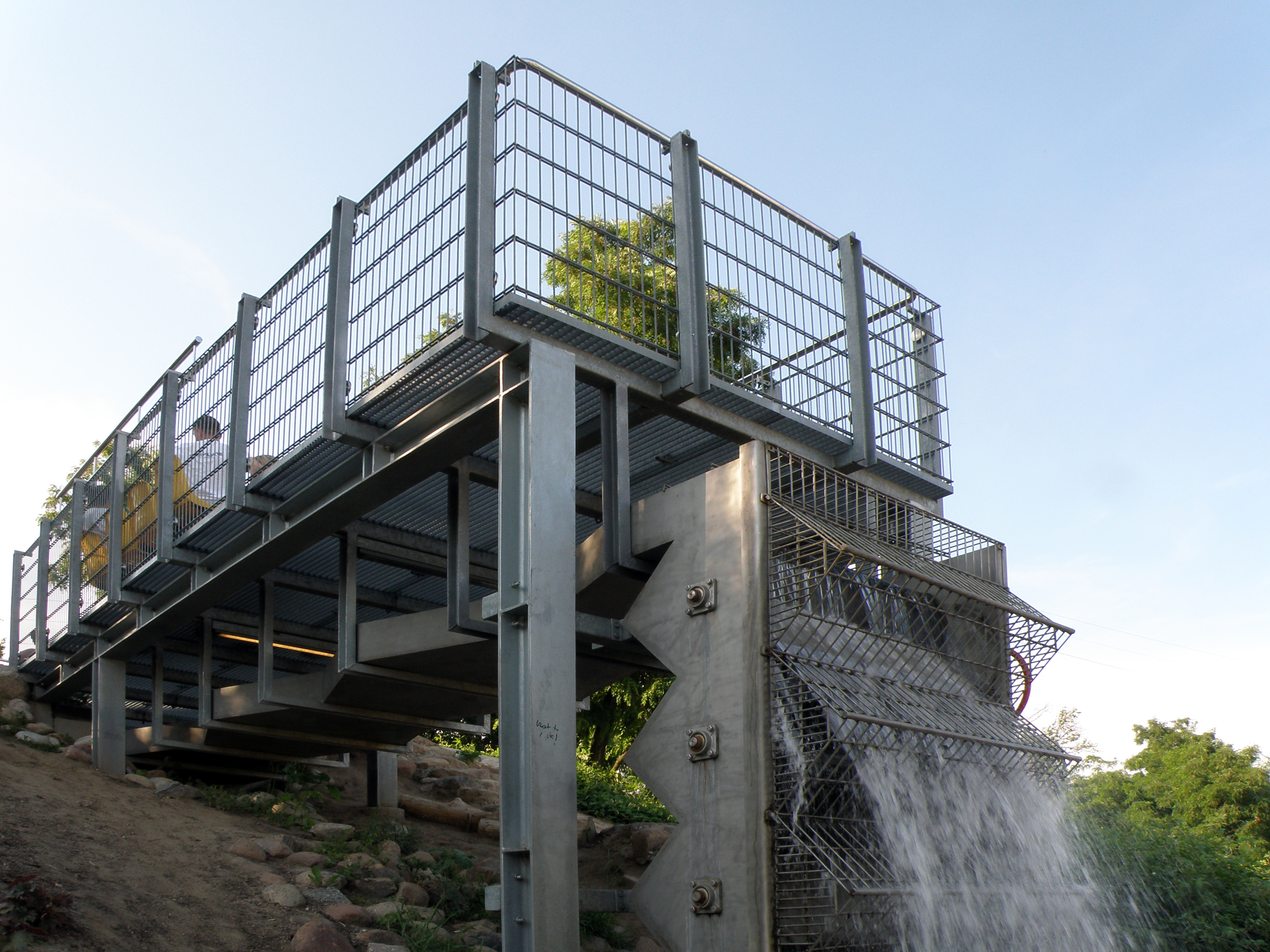
Kaskada
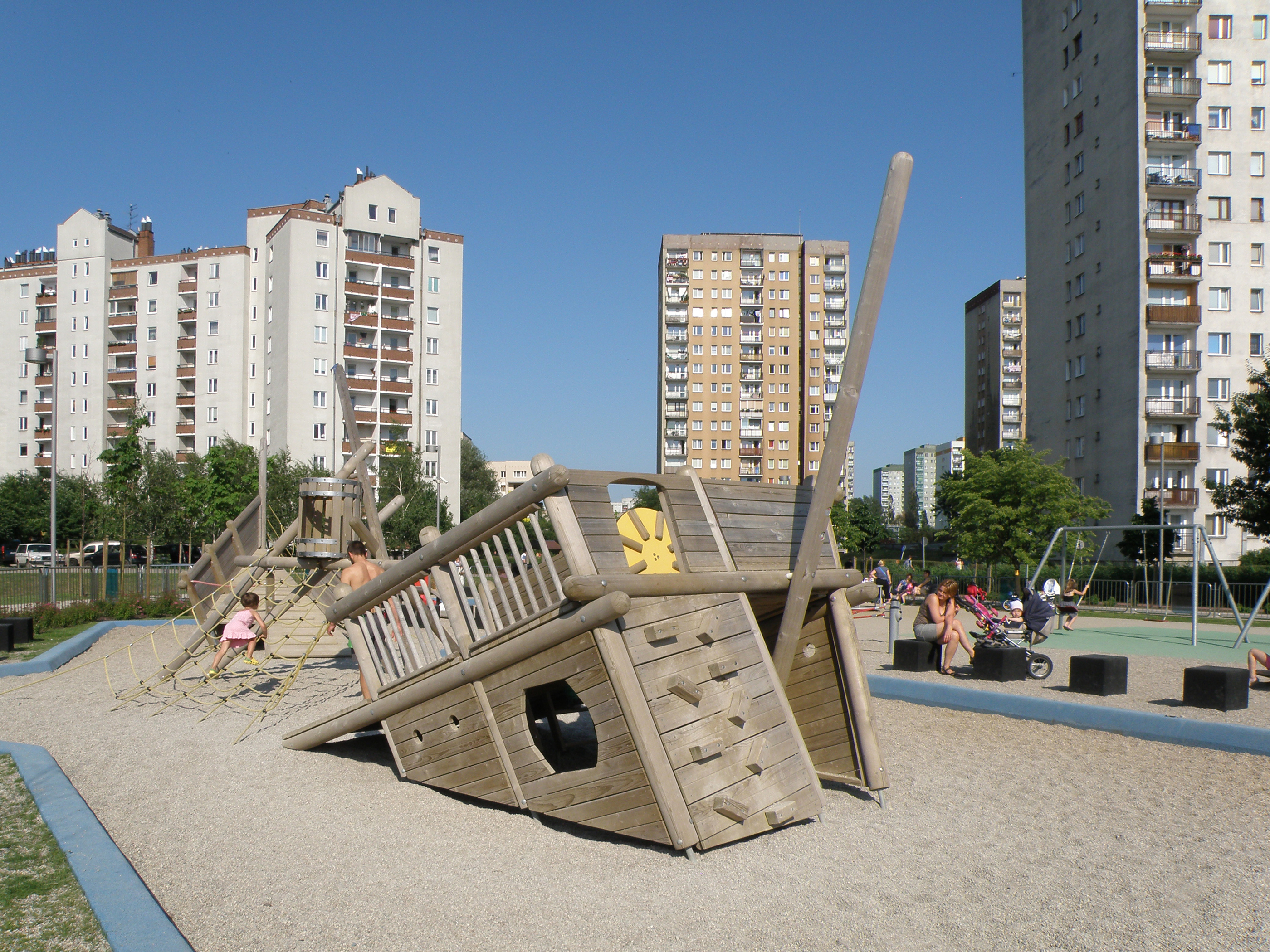
Plac zabaw
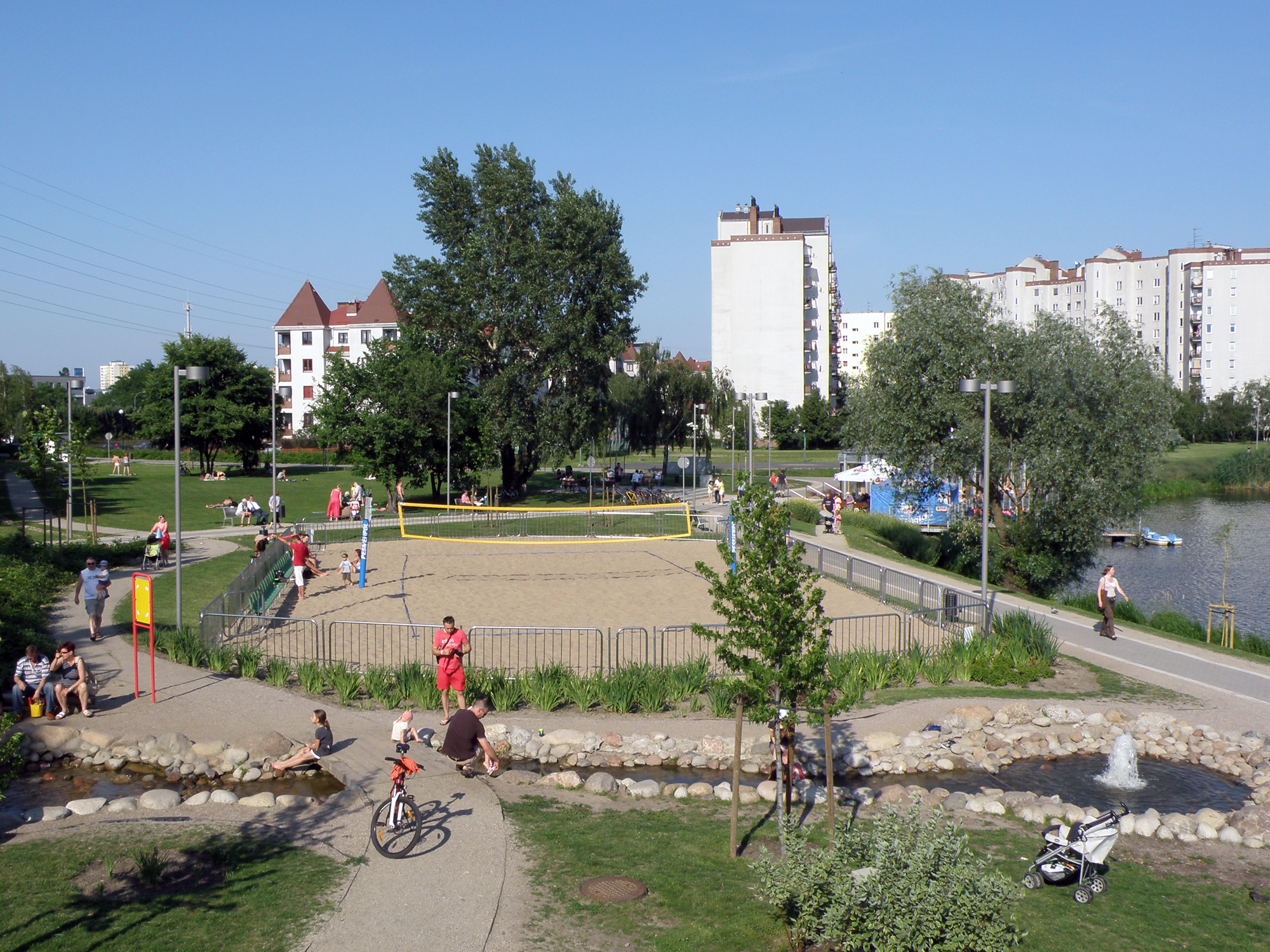
Boisko do siatkówki plażowej
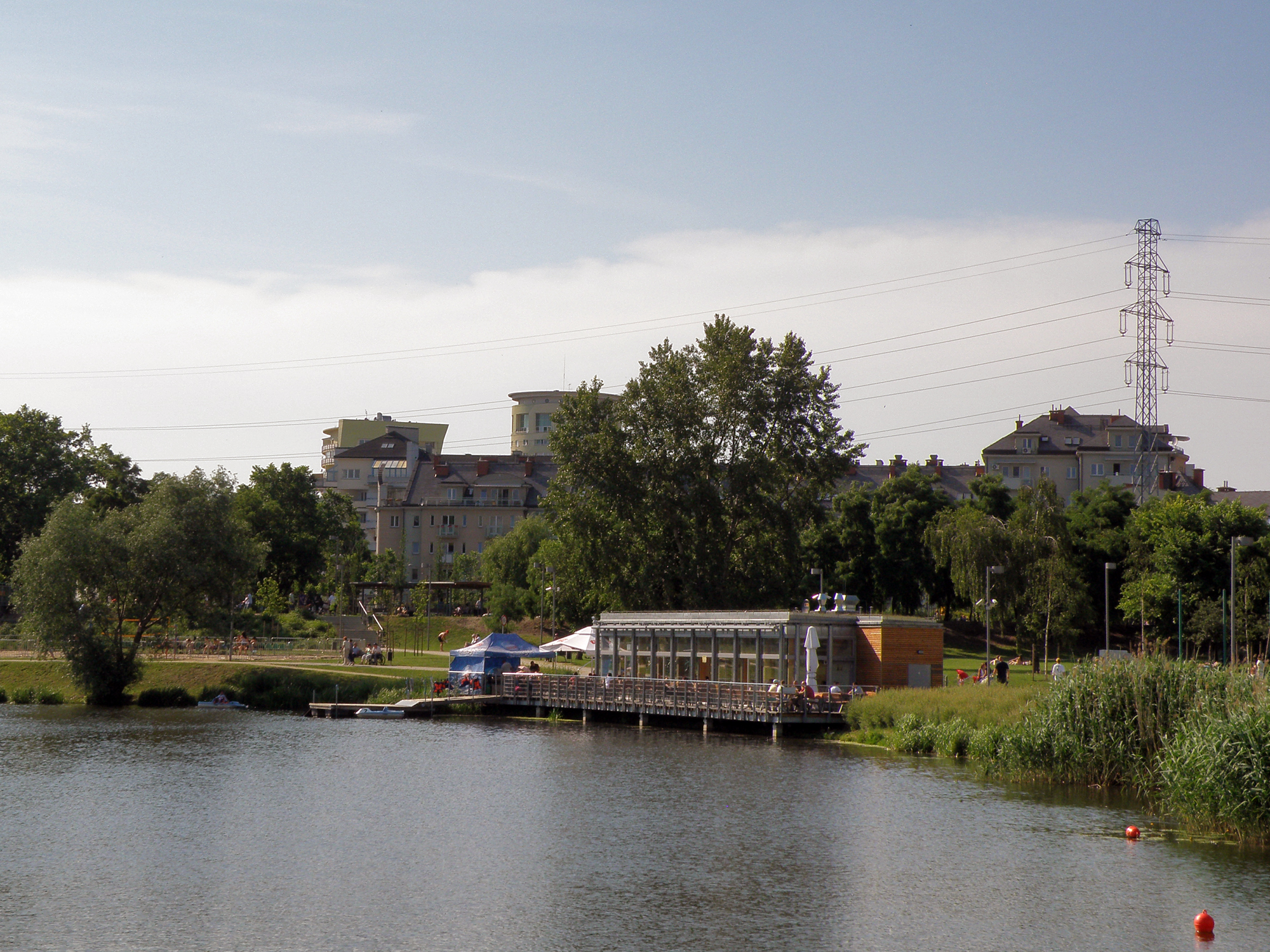
Kawiarnia
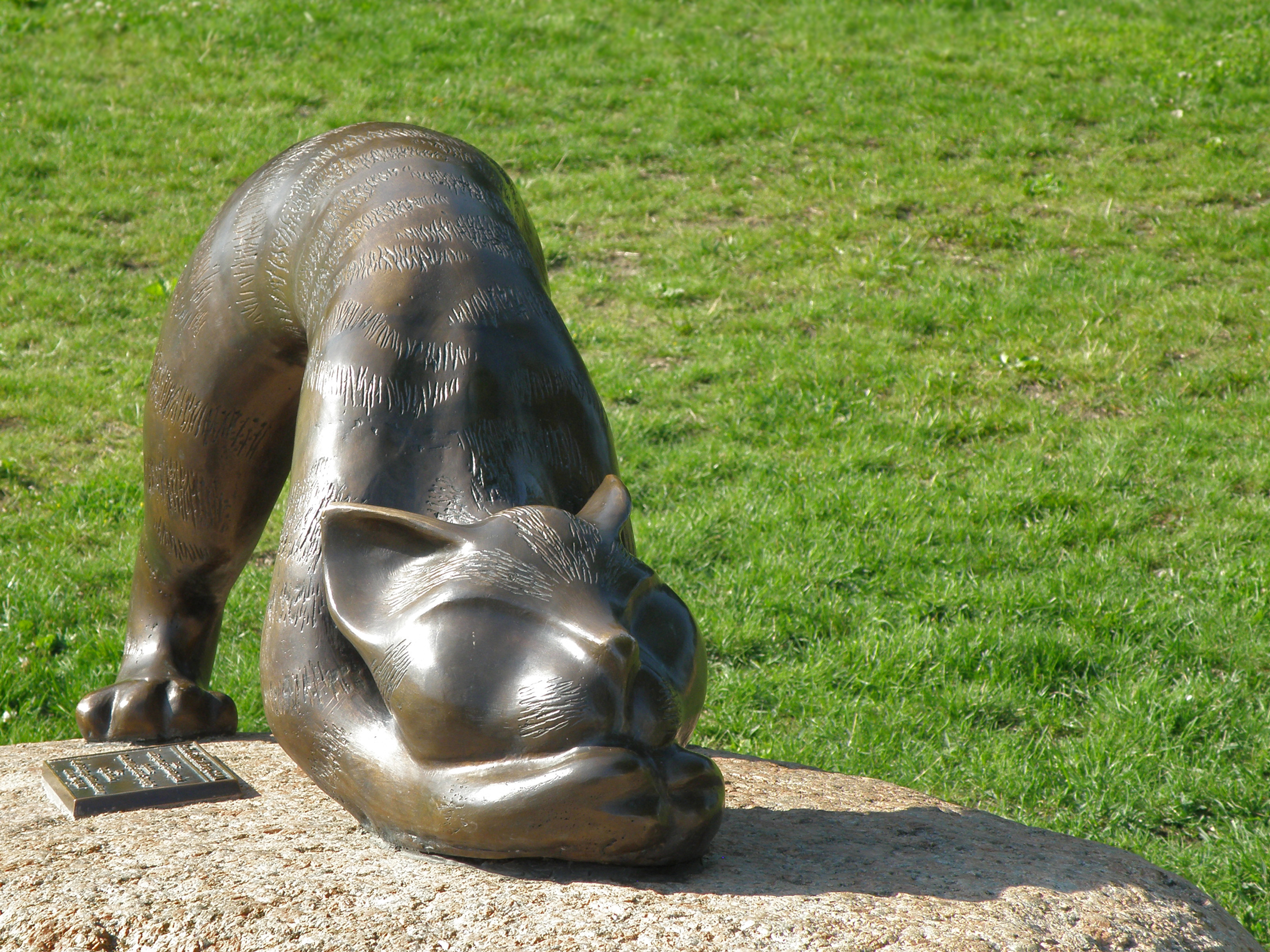
Rzeźba Kota Niezależnego Cyryla
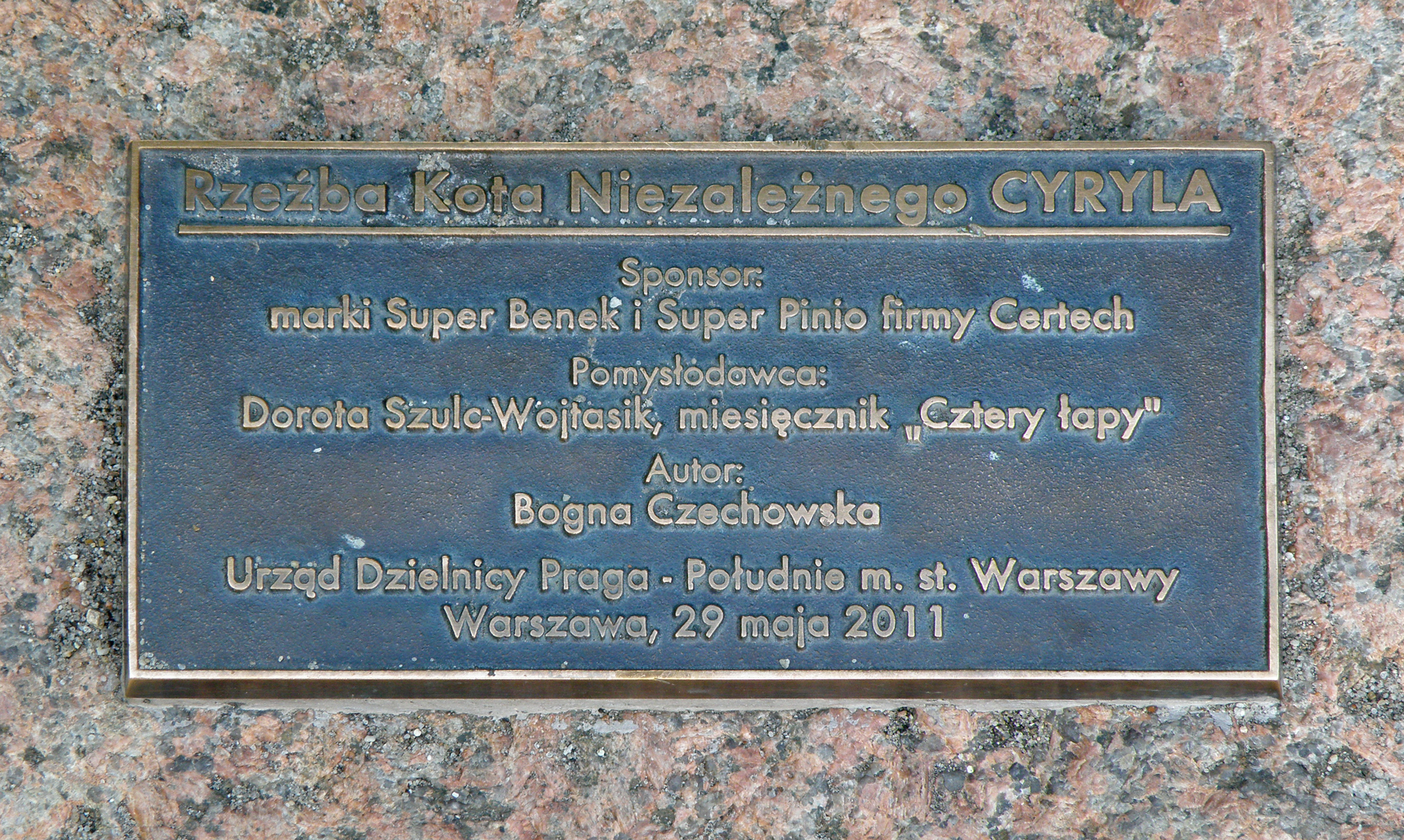
Tablica na pomniku Kota Niezależnego
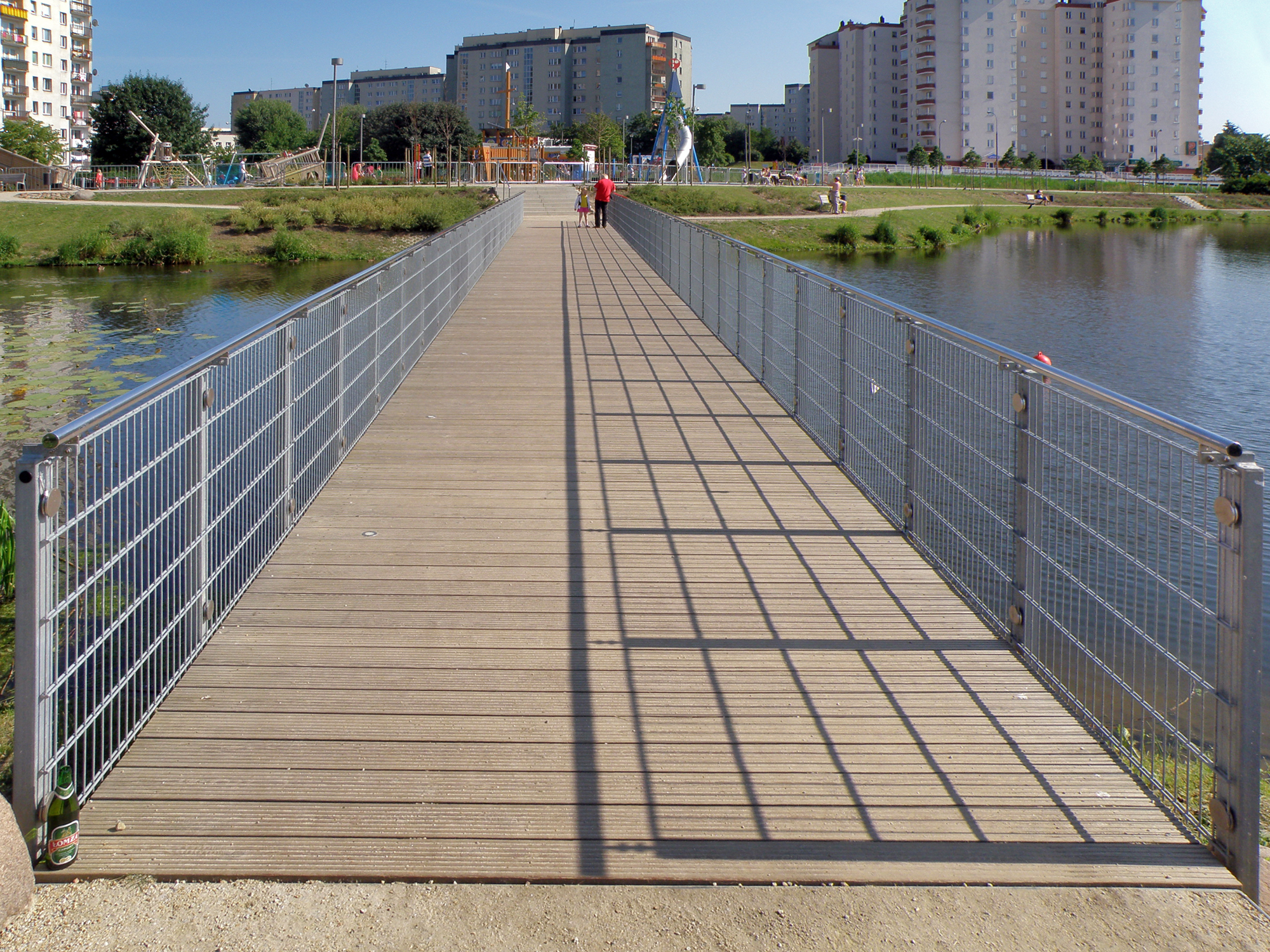
Jeden z mostków
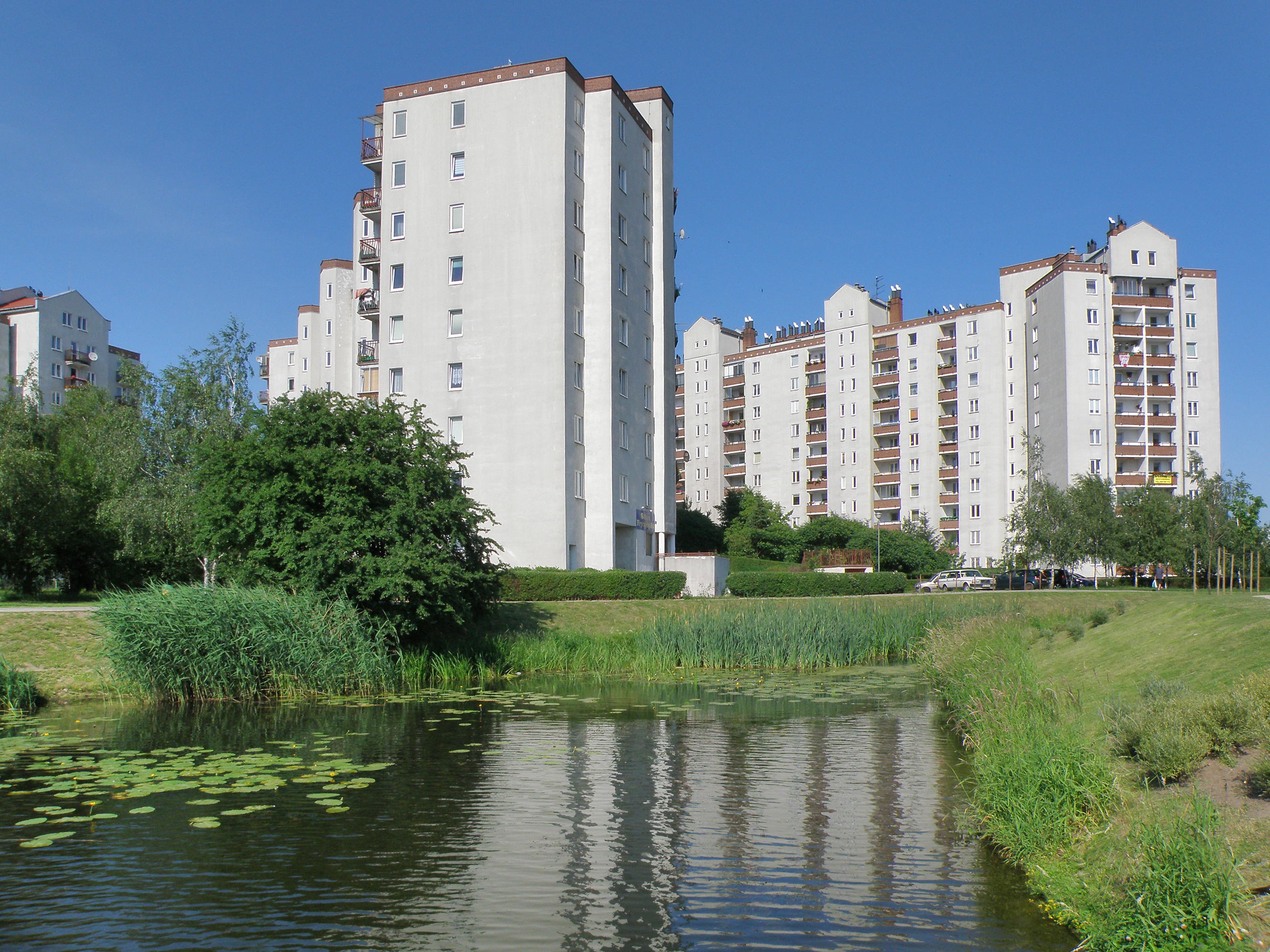
Zbiornik wodny
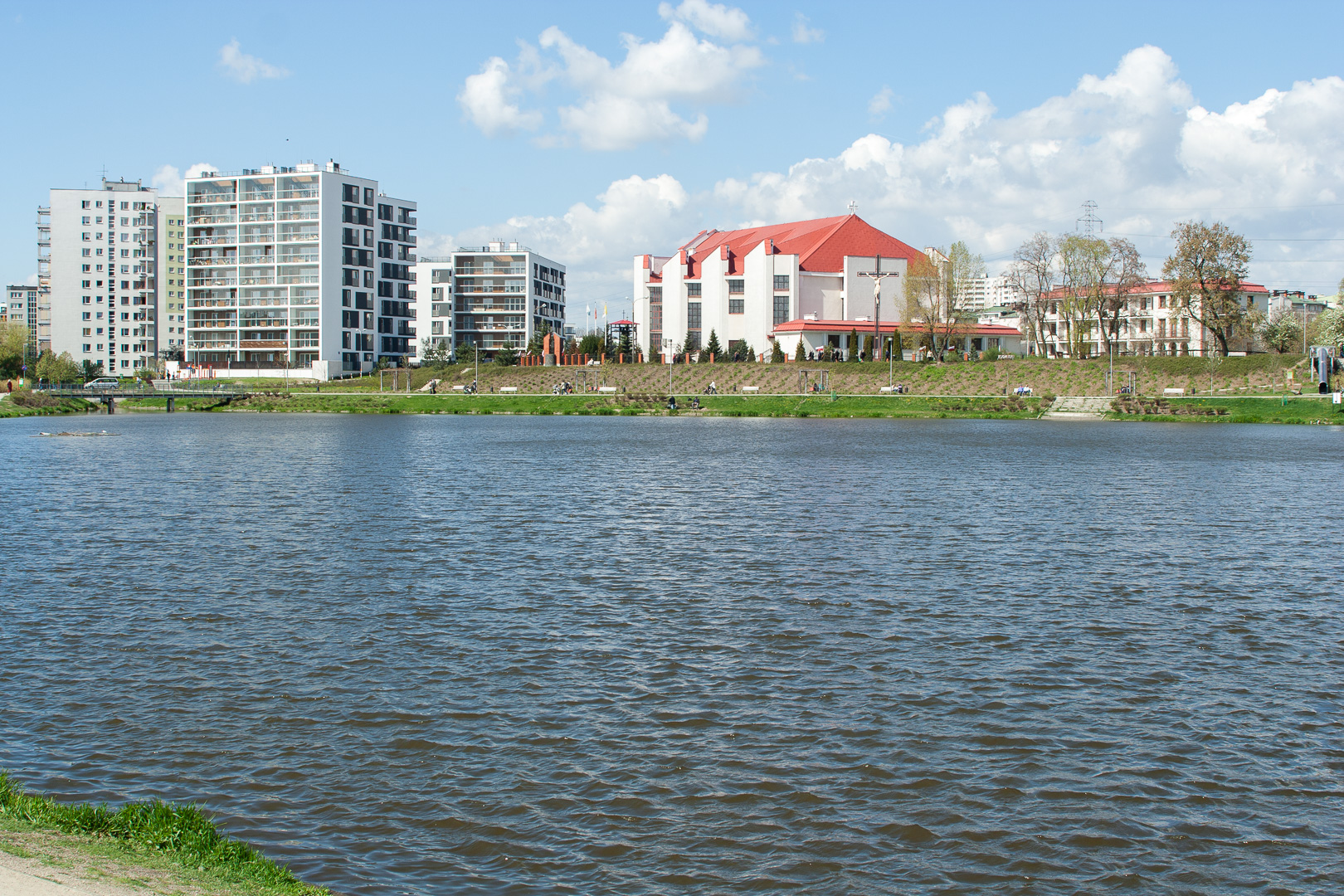
Jezioro Balaton i kościół św. Apostołów Jana i Pawła nad skarpą tarasu nadzalewowego Wisły
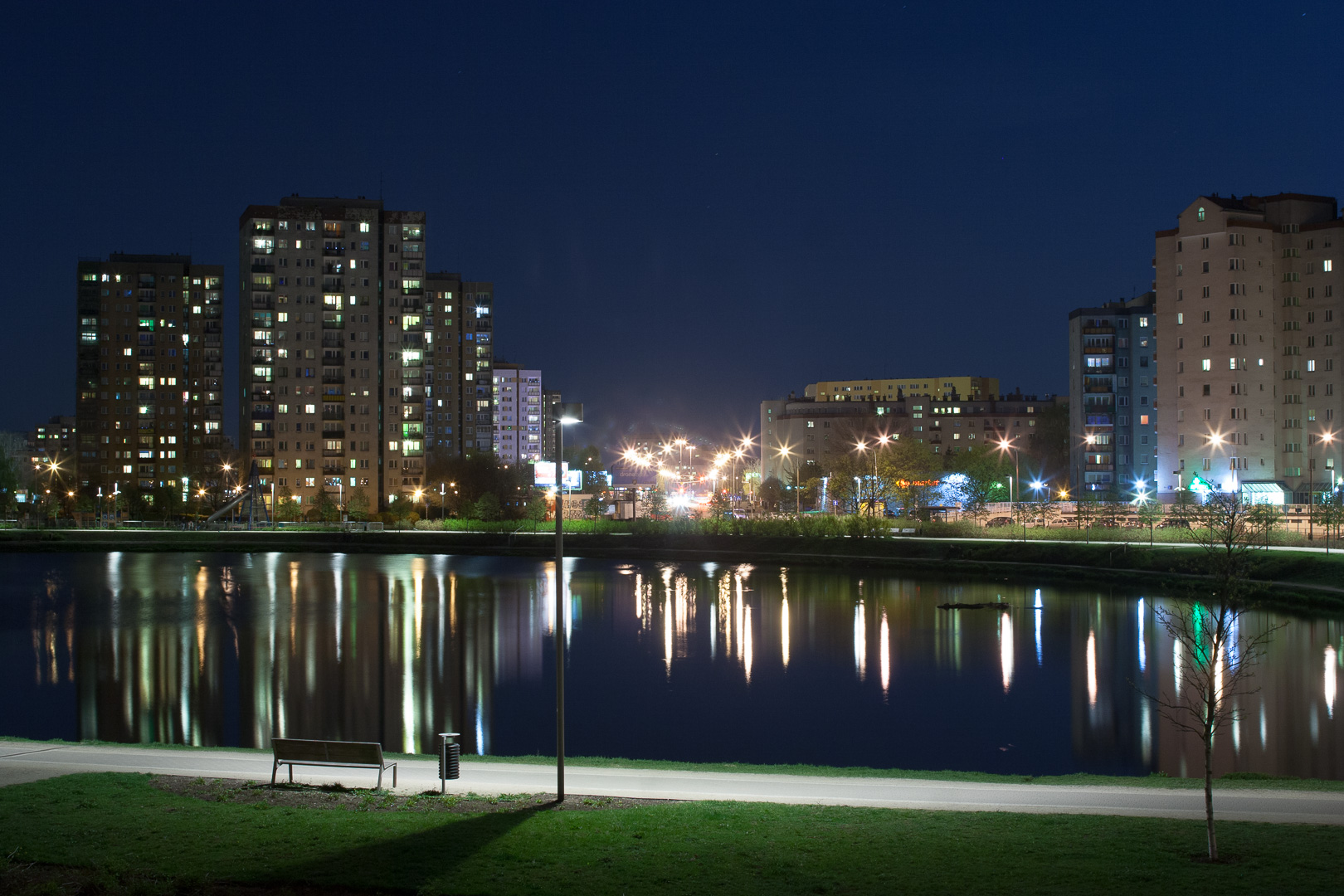
Jeziorko i osiedle w nocy
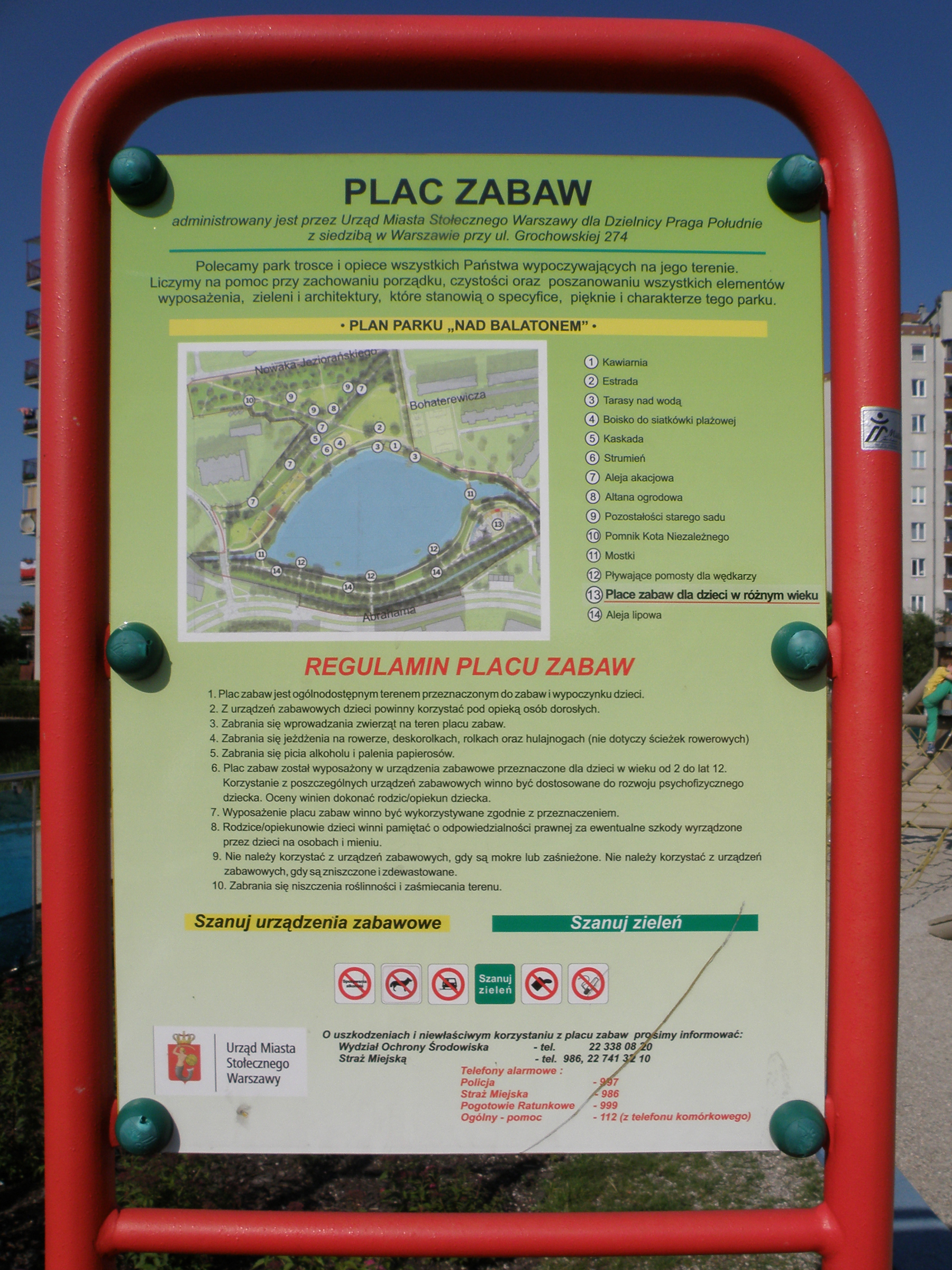
Plan parku